# Linia kolejowa nr 452
Linia kolejowa nr 452 – drugorzędna, jednotorowa, zelektryfikowana linia kolejowa łącząca stację Warszawa Wschodnia ze stacją techniczną Warszawa Grochów (tor 4G).
Jest to linia wyjazdowa ze stacji techniczno-postojowej Warszawa Grochów, mieszczącej się niedaleko przystanku Warszawa Olszynka Grochowska, dla pociągów PKP Intercity i Kolei Mazowieckich rozpoczynających bieg na stacji Warszawa Wschodnia; zjazd pociągów odbywa się poprzez linię kolejową Warszawa Podskarbińska – Warszawa Grochów T3G,5G przez posterunek odgałęźny Warszawa Podskarbińska.
Ze względu na zły stan techniczny konieczne było wprowadzenie ograniczeń eksploatacyjnych na odcinku zarządzanym przez PKP Intercity. 9 maja 2017 roku rozstrzygnięto przetarg na rewitalizację odcinka zarządzanego przez spółkę PKP Polskie Linie Kolejowe. Prace remontowe wykonał ZRK DOM w Poznaniu.